# Anthophora vannigera
Anthophora vannigera är en biart som beskrevs av Timberlake 1951. Anthophora vannigera ingår i släktet pälsbin, och familjen långtungebin. Inga underarter finns listade i Catalogue of Life.